# María Paulina Pérez
María Paulina Pérez García (10 de enero de 1996) es una tenista colombiana.

## Trayectoria
Pérez ha ganado diez títulos de dobles en el Circuito Femenino ITF . El 22 de agosto de 2022, alcanzó su mejor clasificación individual en el puesto 628 del mundo. En la misma fecha, alcanzó el puesto 322 en el ranking de dobles de la WTA.
Pérez hizo su debut en el WTA Tour en la Copa Colsanitas 2013, junto a su hermana Paula Andrea Pérez García en dobles.[cita requerida]
Jugando para el equipo de la Copa Federación de Colombia, Pérez tiene un récord de victorias y derrotas de 2-11 en la competencia de la Copa Federación. A nivel de selecciones nacionales, María Paulina Pérez ha estado involucrada en dos de las peores presentaciones de Colombia en la Billie Jean King Cup. En 2017, formó parte del equipo que descendió al Grupo II de la Zona Americana tras una derrota crucial ante Paraguay en Santiago de Chile. Años más tarde, en 2025, integró nuevamente el equipo durante la fase clasificatoria en Brisbane, Australia, donde Colombia protagonizó una de las actuaciones más pobres de su historia, cayendo sin ganar ninguna serie ante Kazajistán y Australia, y logrando apenas un set de los 18 disputados. Estas participaciones han sido vistas como hitos negativos en la trayectoria de la selección colombiana. 
Vida sentimental
María Paulina Pérez mantuvo una relación sentimental con el tenista chileno Michel Vernier, quien compitió en el circuito profesional ITF. Su relación fue conocida dentro del ámbito deportivo sudamericano y coincidió con los años en los que ambos desarrollaban sus respectivas carreras en torneos internacionales. Sin embargo, la relación terminó en 2022 luego de que Vernier fuera sancionado por la Agencia Internacional de Integridad del Tenis (ITIA) con una suspensión de siete años y cinco meses, tras admitir múltiples violaciones al Programa Anticorrupción del Tenis, incluyendo amaño de partidos durante la temporada 2018. La suspensión de Vernier marcó un episodio polémico en su carrera deportiva referenciado en diversos medios de comunicación.

## Títulos WTA (1; 0+1)

### Dobles (1)
| Leyenda              |
| -------------------- |
| Grand Slam (0)       |
| Juegos Olímpicos (0) |
| WTA Finals (0)       |
| WTA 1000 (0)         |
| WTA 500 (0)          |
| WTA 250 (1)          |

| N.º | Fecha              | Torneo    | Superficie | Pareja           | Oponentes en la final               | Resultado        |
| --- | ------------------ | --------- | ---------- | ---------------- | ----------------------------------- | ---------------- |
| 1.  | 5 de marzo de 2023 | Monterrey | Dura       | Yuliana Lizarazo | Kimberly Birrell Fernanda Contreras | 6-3, 5-7, [10-5] |

## Finales del Circuito ITF

### Individuales: 2 (2 subcampeonatos)
| Premios               |
| --------------------- |
| torneos de USD 60,000 |
| torneos de USD 25,000 |
| torneos de USD 15,000 |

| Finales por superficie |
| ---------------------- |
| Dura (0–2)             |
| Arcilla (0–0)          |
| Carpeta (0–0)          |

| Resultado | N.º | Fecha             | Torneo                  | Nivel  | Superficie | Adversario      | Puntaje        |
| --------- | --- | ----------------- | ----------------------- | ------ | ---------- | --------------- | -------------- |
| Pérdida   | 0-1 | junio de 2019     | ITF Tabarka, Túnez      | 15,000 | Dura       | Margaux Rouvroy | 4–6, 3–6       |
| Pérdida   | 0-2 | noviembre de 2019 | ITF Ciudad de Guatemala | 15,000 | Dura       | Caroline Romeo  | 2–6, 6–7 (5–7) |

### Dobles: 23 (10 títulos, 13 subcampeonatos)
| Premios                |
| ---------------------- |
| torneos de USD 100,000 |
| torneos de USD 80,000  |
| torneos de USD 60,000  |
| torneos de USD 25,000  |
| torneos de USD 15,000  |
| torneos de USD 10,000  |

| Finales por superficie |
| ---------------------- |
| Dura (0–5)             |
| Arcilla (10–18)        |
| Césped (0–0)           |
| Carpeta (0–0)          |

| Resultado | N.º   | Fecha           | Torneo                      | Nivel  | Superficie | Compañera                   | Adversarios                             | Puntaje                |
| --------- | ----- | --------------- | --------------------------- | ------ | ---------- | --------------------------- | --------------------------------------- | ---------------------- |
| Pérdida   | 0–1   | Noviembre 2012  | ITF Barranquilla, Colombia  | 10,000 | Arcilla    | Paula Andrea Pérez          | Nadia Echeverría Alam Blair Shankle     | 5–7, 6–7(1–7)          |
| Victoria  | 1–1   | Junio 2013      | ITF Breda, Países Bajos     | 10,000 | Arcilla    | María Herazo González       | Elke Lemmens Sviatlana Pirazhenka       | 1–6, 7–6(7–2), [12–10] |
| Victoria  | 2–1   | Diciembre 2013  | ITF Barranquilla, Colombia  | 10,000 | Arcilla    | Paula Andrea Pérez          | Andrea Koch Benvenuto Daniella Roldan   | 6–1, 6–4               |
| Pérdida   | 2–2   | Junio 2014      | ITF Coatzacoalcos, México   | 10,000 | Dura       | Paula Andrea Pérez          | Camila Fuentes Marcela Zacarías         | 2–6, 2–6               |
| Victoria  | 3–2   | Agosto 2014     | ITF Quito, Ecuador          | 10,000 | Arcilla    | Paula Andrea Pérez          | Nathaly Kurata Eduarda Piai             | 7–5, 7–6(7–5)          |
| Pérdida   | 3–3   | Octubre 2014    | ITF Lima, Perú              | 10,000 | Arcilla    | Paula Andrea Pérez          | Fernanda Brito Eduarda Piai             | 6–7(0–7), 4–6          |
| Pérdida   | 3–4   | Octubre 2016    | ITF Pereira, Colombia       | 10,000 | Arcilla    | Paula Andrea Pérez          | Fernanda Brito Camila Giangreco Campiz  | 1–6, 2–6               |
| Pérdida   | 3–5   | Octubre 2016    | ITF Cúcuta, Colombia        | 10,000 | Arcilla    | Paula Andrea Pérez          | Bárbara Gatica Daniela Macarena López   | 4–6, 6–4, [4–10]       |
| Victoria  | 4–5   | Junio 2017      | ITF Hammamet, Túnez         | 15,000 | Arcilla    | Paula Andrea Pérez          | Nathaly Kurata Eduarda Piai             | 6–3, 6–3               |
| Pérdida   | 4–6   | Marzo 2018      | ITF Sharm El Sheikh, Egipto | 15,000 | Dura       | Paula Andrea Pérez          | Mariam Bolkvadze Barbora Štefková       | 2–6, 6–7(6–8)          |
| Victoria  | 5–6   | Noviembre 2018  | ITF Cúcuta, Colombia        | 15,000 | Arcilla    | Paula Andrea Pérez          | Ana María Becerra Daniela Carrillo      | 6–1, 6–1               |
| Pérdida   | 5–7   | Diciembre 2018  | ITF Bogotá, Egipto          | 15,000 | Dura       | Paula Andrea Pérez          | Allura Zamarripa Maribella Zamarripa    | 5–7, 4–6               |
| Victoria  | 6–7   | Abril 2019      | ITF Guayaquil, Ecuador      | 15,000 | Arcilla    | Fernanda Brito              | Mara Schmidt Anastasia Shaulskaya       | 6–3, 7–6(7–3)          |
| Victoria  | 7–7   | Abril 2019      | ITF Bucaramanga, Colombia   | 15,000 | Arcilla    | Fernanda Brito              | Yuliana Lizarazo Antonia Samudio        | 6–2, 6–2               |
| Pérdida   | 7–8   | Junio 2019      | ITF Tabarka, Túnez          | 15,000 | Arcilla    | Julieta Lara Estable        | Carla Touly Anna Turati                 | 7–6(7–5), 5–7, [8–10]  |
| Victoria  | 8–8   | Septiembre 2019 | ITF Buenos Aires, Argentina | 15,000 | Arcilla    | Jessica Plazas              | Eugenia Ganga Raphaëlle Lacasse         | 7–6(10–8), 6–4         |
| Pérdida   | 8–9   | Abril 2021      | ITF Antalya, Turquía        | 15,000 | Arcilla    | María José Portillo Ramírez | Jang Su-jeong Lee So-ra                 | 2–6, 6–2, [7–10]       |
| Victoria  | 9–9   | Abril 2021      | ITF Antalya, Turquía        | 15,000 | Arcilla    | Federica Rossi              | Victoria Mikhaylova Ekaterina Shalimova | 2–6, 6–4, [10–6]       |
| Pérdida   | 9–10  | Mayo 2021       | ITF Monastir, Túnez         | 15,000 | Dura       | Emma Davis                  | Dalayna Hewitt Chiara Scholl            | 4–6, 2–6               |
| Pérdida   | 9–11  | Octubre 2021    | ITF Lima, Perú              | 25,000 | Arcilla    | Jessica Plazas              | María Lourdes Carlé Laura Pigossi       | 1–6, 1–6               |
| Victoria  | 10–11 | Octubre 2021    | ITF Guayaquil, Ecuador      | 25,000 | Arcilla    | María Herazo González       | Dea Herdželaš Victoria Rodríguez        | 6–3, 4–6, [10–7]       |
| Pérdida   | 10–12 | Marzo 2022      | ITF Salinas, Ecuador        | 25,000 | Dura       | María Herazo González       | Bárbara Gatica Rebeca Pereira           | 4–6, 0–6               |
| Pérdida   | 10–13 | Agosto 2022     | ITF Río de Janeiro, Brasil  | 25,000 | Arcilla    | Riya Bhatia                 | Thaísa Grana Pedretti Noelia Zeballos   | 3–6, 1–6               |